# Pseudochaeta siminina
Pseudochaeta siminina är en tvåvingeart som beskrevs av Henry J. Reinhard 1946. Pseudochaeta siminina ingår i släktet Pseudochaeta och familjen parasitflugor. Inga underarter finns listade i Catalogue of Life.